# Il ritorno (Gabaldon)
Il ritorno (Dragonfly in Amber) è un romanzo di Diana Gabaldon pubblicato nel 1992. Costituisce la seconda parte di Dragonfly in Amber, il secondo volume della serie di Outlander.

## Trama
Scozia, 1744. Fallito il piano per sabotare Charles, Claire e Jamie ritornano a Lallybroch, portando con loro anche Fergus, con l'obiettivo di preparare la gente del posto alla carestia che seguirà la battaglia di Culloden, attraverso la coltivazione di patate e la costruzione di cantine in cui conservarle. La vita trascorre tranquilla, anche perché Jamie è stato graziato, e la coppia assiste alla nascita della terzogenita di Jenny e Ian, Katherine Mary. Nella primavera del 1745, però, arriva il proclama in cui re Giacomo rivendica il diritto al trono di Scozia, firmata dai leali giacobiti, tra i quali figura anche Jamie, la cui firma è stata contraffatta da Charles. Diventato un traditore della corona inglese e pertanto condannato a morte, a Jamie non resta che riunire i propri uomini e seguire Charles Stuart in battaglia; al gruppo si unisce anche Claire come medico. Dopo alcune battaglie dalle quali gli scozzesi escono vincitori, Charles entra trionfante a Edimburgo: qui, mentre Colum MacKenzie muore prima di poter rifiutare il suo aiuto al pretendente, Claire riceve la visita di Jonathan Randall, che, in cambio d'informazioni sui movimenti di re Giorgio, le chiede aiuto per il fratello Alexander, molto malato. Poco dopo, Charles spedisce Jamie nelle terre dei parenti di suo padre per reclutare l'intero clan Fraser.
Una volta tornati, l'esercito giacobita marcia in piccoli gruppi alla volta di Stirling, ma un manipolo di uomini, tra cui Jamie e Claire, viene accerchiato dagli inglesi e si rifugia in una chiesa sulle colline di Falkirk. Per riuscire a salvare gli uomini, Claire accetta di consegnarsi fingendo di essere stata rapita, e così l'esercito inglese risparmia la vita ai giacobiti. La donna, però, si ritrova prigioniera nella residenza del Duca di Sandringham, padrino di Mary Hawkins già incontrato a Parigi, che scopre essere il responsabile degli attentati alla vita sua e di Jamie quando erano in Francia. Passano alcuni giorni prima che Claire venga salvata da Jamie, e la coppia porta con sé anche Mary, incinta di Alexander Randall: su richiesta di quest'ultimo, Mary sposa Jonathan prima che Alexander muoia. Nel frattempo, Charles conduce i giacobiti, anche se ridotti allo stremo e senza cibo, verso Culloden, per sferrare un attacco agli inglesi. Claire e Jamie sanno che la rovina è imminente e progettano di uccidere Charles, ma Dougal li sorprende nella conversazione e, nel tentativo di uccidere Claire, viene pugnalato a morte da Jamie. Prima che gli altri uomini scoprano il cadavere, la coppia fugge verso Craigh na Dun, dove Jamie, avendo capito che la moglie è nuovamente incinta, la spinge a ritornare nel suo tempo prima di condurre gli uomini di Lallybroch sulla strada di casa e tornare a Culloden per morire in battaglia.
Con l'addio al cerchio di pietre termina il racconto di Claire alla figlia Brianna e a Roger. Mentre quest'ultimo vi crede ciecamente, Brianna è furiosa con la madre e non accetta la verità che le ha appena raccontato. In attesa che Brianna riesca a perdonarla, Claire confessa a Roger di aver scoperto che lui è un discendente di Geillis Duncan, la strega che ha incontrato nel passato e che, come lei, aveva viaggiato nel tempo. Claire e Roger riescono a rintracciare Geillis, il cui vero nome è Gillian Edwards, e ad assistere alla sua partenza per il passato. Avendo visto con i suoi occhi, anche Brianna inizia a credere a Claire; Roger, invece, studiando i testi storici di Frank Randall, scova una breve nota sulla battaglia di Culloden riferita a "un uomo del clan Fraser" sfuggito alla fucilazione, giungendo alla conclusione che Jamie non morì come aveva programmato.

## Edizioni
- Il ritorno, Corbaccio, 2004,  p. 396, ISBN 978-88-7972-673-3.
- Il ritorno, TEA, 2006, ISBN 978-88-502-1064-0.